# عبد الغني المجددي
عبد الغني المجددي الدهلوي (1235 - 1296 هـ / 1820 - 1879 م) هو محدث وفقيه حنفي، من أهل الهند.
هو عبد الغني بن أبي سعيد بن الصفي العمري الدهلوي ثم المديني المجددي. ولد ونشأ في دهلي. وبعد الثورة الهندية سنة 1273 هـ / 1857 م هاجر إلى الحجاز. استقر في المدينة وبها توفي. من آثاره: «إنجاح الحاجة»، حاشية على سنن ابن ماجه.